# أنطونيو فرانكا
أنطونيو فرانكا (بالبرتغالية: António França) هو لاعب كرة قدم أنغولي في مركز الوسط، ولد في 9 أبريل 1938 في Mupa ‏ في أنغولا. لعب مع سبورتينغ لشبونة ونادي أكاديميكا كويمبرا.